# 厚首贝丘遗址
26°46′37.9″N 119°55′01.9″E / 26.777194°N 119.917194°E
厚首贝丘遗址，位于中国福建省霞浦县沙江镇厚首村，为一个霞浦县级文物保护单位，类型为古遗址，公布时间为2010年11月。
厚首贝丘遗址位于厚首村北面约300米处的小山上，曾出土贝壳、陶器等新石器时代物件。